# Wolica (Pruszków)
Pour les articles homonymes, voir Wolica.
Wolica (prononciation : [vɔˈlit͡sa]) est un village polonais de la gmina de Nadarzyn dans le powiat de Pruszków de la voïvodie de Mazovie dans le centre-est de la Pologne.
Il se situe à environ 6 kilomètres au nord-est de Nadarzyn (siège de la gmina), 7 kilomètres au sud-est de Pruszków (siège du powiat) et à 15 km au sud-ouest de Varsovie (capitale de la Pologne).
Le village compte approximativement une population de 510 habitants en 2006.

## Histoire
De 1975 à 1998, le village appartenait administrativement à la voïvodie de Varsovie.